# Jorge Coelho
Jorge Paulo Sacadura Almeida Coelho (Viseu, 17 de juliol de 1954 - 7 d'abril de 2021) va ser un polític portuguès, membre del Partit Socialista.

## Biografia
Llicenciat en organització i direcció d'empreses per la Universitat Tècnica de Lisboa, va ser professor a l'Institut Superior de Ciències Empresarials i a l'Institut Superior de Ciències Socials i Polítiques. Va ser comentarista del programa polític Quadrature du Cercle entre el 2005 i el 2008, i era director de la consultora Congetmark i conseller delegat de la constructora Mota-Engil.

## Compromís polític
Tot i que va néixer a Viseu, va créixer a Mangualde. El seu avi, Raúl Coelho, que va donar suport al règim salazarista del 1932 al 1974, va ser elegit diputat de la Unió Nacional (UN), partit únic de la dictadura.
Per la seva banda, Jorge Coelho es va unir, poc després de la caiguda del règim, durant la Revolució dels Clavells del 25 d'abril de 1974, a la Unió Democràtica Popular (UDP), un partit marxista-leninista marginal. Posteriorment, es va convertir en activista del Partit Socialista de Mário Soares, del qual encara era coordinador del comitè permanent.
Va començar la seva carrera política com a cap de gabinet de Francisco Murteira Nabon, secretari d'Estat de Transports del govern de " gran coalició »(1983 - 1985). Va ser elegit diputat a l'Assemblea de la República el 1987.
Jorge Coelho va assumir llavors responsabilitats al govern de la colònia de Macau. Del 1988 al 1989, va ser així cap de gabinet del vicesecretari encarregat d'Afers Socials, Educació i Joventut, abans d'esdevenir vicesecretari encarregat d'Educació i Administració Pública, entre el 1989 i el 1991.
Reelegit diputat el 1991 i després el 1995 fou nomenat viceministre durant la formació del primer govern d'António Guterres, el 30 d'octubre de 1995, després ministre d'Administració Interna durant la remodelació ministerial del 25 de novembre de 1997 (mantenint el seu càrrec de viceministre).
Tornat al Parlament durant les eleccions legislatives de 1999, va accedir (conjuntament) als ministeris de la Presidència i d'equipament social (obres públiques) dins del segon govern de Guterres, el 25 d'octubre del mateix any.
Ascendit al rang de ministre d 'Estat durant la remodelació del 14 de setembre de 2000 (durant el qual ha de renunciar al ministeri de la Presidència), però, va renunciar a tots els seus mandats ministerials l'11 de març, després de l'esfondrament d'un pont (construït sota la responsabilitat del seu ministeri) a Castelo de Paiva.
Tot i això, va ser reelegit durant les eleccions legislatives anticipades del 2002 i del 2005, i fins i tot ha estat membre del Consell d'Estat des del 2004.